# Distretto di Phanom Phrai
Il distretto di Phanom Phrai (in thailandese: พนมไพร) è un distretto (amphoe) della Thailandia, situato nella provincia di Roi Et.